# Montañas Tarbagatai
Las montañas Tarbagatai son una cadena montañosa situada en el noroeste de Xinjiang (China) y en la región de Abai (Kazajistán oriental). Muchas marmotas de Tarbagan viven en esta cadena montañosa. Una extensión oriental de Tarbagatai es la Cordillera Saur. 

## Drenaje
Como es habitual en las cadenas montañosas, hay más precipitaciones en las montañas de Tarbagatai que en las llanuras adyacentes. Las montañas son, por tanto, una importante cuenca hidrográfica. Los arroyos de la vertiente septentrional del Tarbagatai desembocan en el lago Zaysan, que finalmente desagua (a través del Irtysh) en el océano Ártico. Los arroyos de la vertiente sur, muchos de los cuales confluyen en el río Emil, desembocan en el valle de Emin, parte de la cuenca endorreica de Balkhash-Alakol; son una importante fuente de agua para varios condados de la prefectura de Tacheng (Tarbagatay) en China. El Urzhar nace en la cordillera.